# T-64
T-64 – radziecki czołg podstawowy. Na Zachodzie oznaczono go symbolem M-1970

## Historia
Prace nad czołgiem T-64 rozpoczęto w ZSRR w roku 1954. Podjęło się tego zadania Biuro Konstrukcyjne Fabryki Maszyn Transportowych im. W. Małyszewa w Charkowie. Głównym konstruktorem czołgu był A. Morozow. T-64 był pierwszym na świecie wozem bojowym tego typu, wyposażonym w automat ładowania i trzyosobową załogę. Pierwsze prototypy posiadały armatę kalibru 100 mm. Następnie zamieniono ją na armatę kalibru 115 mm. W roku 1969 wprowadzono nowy typ armaty kalibru 125 mm – 2A46. Unikalnym rozwiązaniem charakteryzował się silnik 5TDF zamontowany w tym czołgu. Jest to silnik wielopaliwowy dwusuwowy, pięciocylindrowy, dziesięciotłokowy. Silnik posiada dwa wały korbowe, zaś komorę spalania tworzyła przestrzeń między przeciwbieżnymi tłokami w ich GMP (górnym martwym położeniu). Silnik ten miał niewielką pojemność 13,6 l w stosunku do silnika W-2 znanego z czołgów T-34/44/54/55, rozwijał jednak moc 700 KM. Na przedniej dolnej płycie kadłuba znajduje się lemiesz do samookopywania. Dzięki temu czołg w kilkanaście minut jest w stanie przygotować ukryte stanowisko ogniowe.
T-64 był również pierwszym na świecie seryjnie produkowanym czołgiem wyposażonym w pancerz kompozytowy, w dwóch wersjach: początkowo między dwiema warstwami stali umieszczano warstwę aluminium, a w drugiej kulki ceramiczne zatopione w metalowej matrycy. Zwiększało to odporność na działanie pocisków kumulacyjnych.
Armata 2A46 umożliwia prowadzenie ognia przeciwpancernymi pociskami kierowanymi o zasięgu 4 km. W czasach ZSRR wyprodukowano ponad 12 500 wozów tego typu.

## Służba i modernizacje
Czołg był projektowany równolegle do innego czołgu – T-72 i przypomina go wyglądem. Ale w przeciwieństwie do T-72, był używany tylko przez Armię Radziecką i nigdy nie został wyeksportowany. Wiele z wozów jest jeszcze w służbie. Przed 1989 rokiem, był używany przez oddziały radzieckie stacjonujące w Niemczech Wschodnich. Wszędzie indziej Rosjanie używali czołgów T-72. Aktualnie znaczna liczba T-64 (2200 szt.) jest używana przez Ukrainę. Konstrukcja czołgu T-64 była dalej rozwijana jako T-80 i T-84.
W 2005 roku Ukraina opracowała własną modernizację T-64 o nazwie BM Bułat. Na potrzeby eksportowe powstała również modyfikacja o nazwie T-64B1M. Wóz miał być sprzedany do Kongo, jednak przetarg został zerwany, a zmodernizowane 50 wozów przekazano do Sił Zbrojnych Ukrainy jako uzupełnienie strat powstałych podczas walk w Donbasie.
Również na Ukrainie, na podwoziu czołgu T-64 powstał ciężki wóz bojowy BMP-64. Pojazd w miejscu standardowej wieży wyposażony jest w wieżę z działkiem 2A42 30 mm, karabin PKT, podwójną wyrzutnię pocisków przeciwpancernych i granatnik.

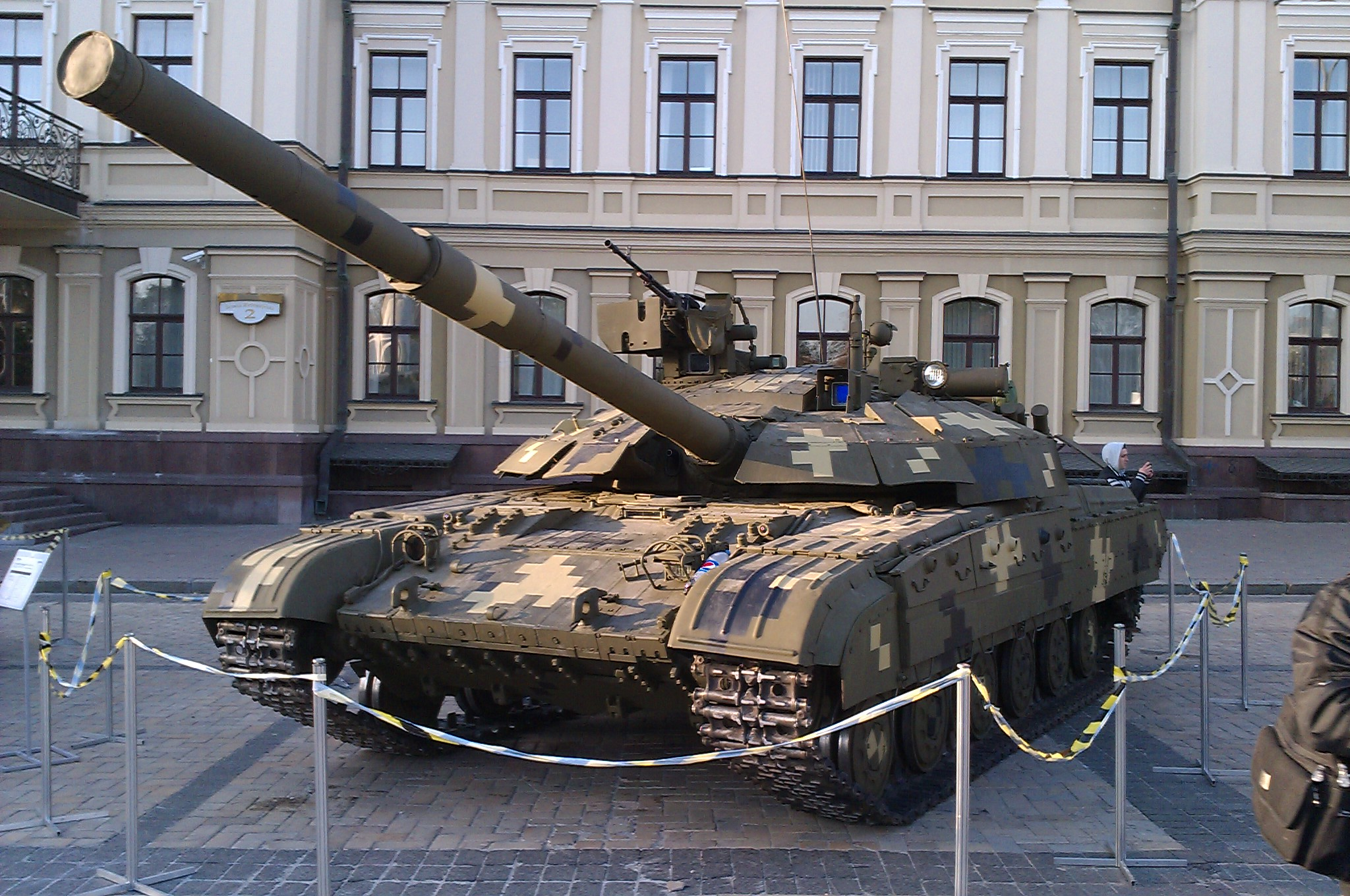
BM Bułat w służbie Ukraińskich Sił Zbrojnych

Pierwsze użycie bojowe czołgów T-64 miało miejsce podczas wojny o Naddniestrze w maju 1992 roku, gdy kompania 10 czołgów T-64BW 14. Armii została przejęta przez siły separatystycznego Naddniestrza i następnie użyta przez nie w walkach z wojskami Mołdawii. Pierwszy czołg został zniszczony w tym samym miesiącu, w rejonie Dubosarów, a dwa 20 czerwca od ognia armat MT-12 z flanki w rejonie Bender. W lipcu w walkach uczestniczyły także rosyjskie T-64BW z 14. Armii, tracąc jeden czołg.
Czołgi te są używane podczas wojny w Donbasie oraz w trakcie rosyjskiej inwazji na Ukrainę przez obie strony konfliktu. Prawdopodobnie niektóre czołgi T-64 mogły zostać dostarczone z Rosji.

## Użytkownicy
- Demokratyczna Republika Konga [a]
- Naddniestrze – 18 T-64BV.[13]
- Rosja – W 2014 roku ponad 2000 czołgów T-64 było zmagazynowanych[10].
- Ukraina – Od odzyskania niepodległości Ukraina posiadała 2345 czołgów T-64 we wszystkich wariantach[10].
- Uzbekistan – 100 czołgów T-64 w służbie w 2017 roku[14].

### Dawni
- ZSRR
- Kazachstan – około 50 w 2011 roku. Obecnie wszystkie złomowane[15].